# Union Move
Union Move war eine von 1995 bis 2001 jährlich durchgeführte Technoparade in München. Sie entstand als Initiative der Münchner Veranstalter gegen Drogenmissbrauch (Kunstpark Ost, P1, Ultraschall, Partysan, Parkcafé und Pulverturm), um gegen die Münchner Sperrzeit und die unverhältnismäßige Kontrolle durch die Polizei zu demonstrieren, und erreichte Teilnehmerzahlen von bis zu 100.000 Ravern. Ein wiederholtes Motto der Parade war „Music is the only drug!“.

## Geschichte
Der erste Union Move fand am 27. Mai 1995 statt und lockte 60.000 Teilnehmer an. Die Route führte von der Münchner Freiheit über Leopoldstrasse, Altstadtring und Isartor bis zum Marienplatz, wo die Abschlussveranstaltung stattfand. Im Anschluss bestand die Möglichkeit den Rave mit einer Housetram fortzusetzen, welche über den Altstadtring fuhr. Abends wurde dann unter dem Motto The 2nd Munich Nightmove in lokalen Nachtclubs (u. a. Alabamahalle, Temple, Ultraschall, Terminal 1, Charterhalle, Wappensaal und Parkcafé) weitergefeiert, wobei die Raver zwischen den Clubs mit Shuttlebussen wechseln konnten.
Im Jahr 1996 kamen dann erstmals 100.000 Raver zum zweiten Union Move. In diesem Jahr fand die Schlusskundgebung auf der Theresienwiese statt, die Afterparties fanden wie schon im Jahr zuvor in den Clubs des ehemaligen Flughafens München-Riem statt. 1997 konnte die Veranstaltung erneut 100.000 Besucher verzeichnen, die zur Musik von 16 mit Lautsprechern behängten Lastwagen tanzten, im folgenden Jahr ging die Teilnehmerzahl mit 60.000 Ravern allerdings etwas zurück. Die Besucherzahl stieg im Jahr 2000 mit 70.000 wieder ein wenig, brach dann aber im Jahr 2001 mit 30.000 (Angabe der Veranstalter) bzw. 19.000 (Polizeischätzung) ein, die sich an einem verregneten Pfingstsamstag tummelten. Die Abschlussveranstaltung des letzten Union Moves fand am Odeonsplatz statt.
Im Jahr 2015 entstand eine Initiative, die sich für eine Neuauflage der Technoparade einsetzt. Bisher waren diese Versuche jedoch nicht von Erfolg gekrönt.

## Galerie

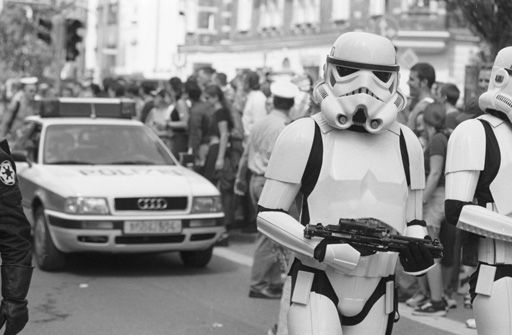
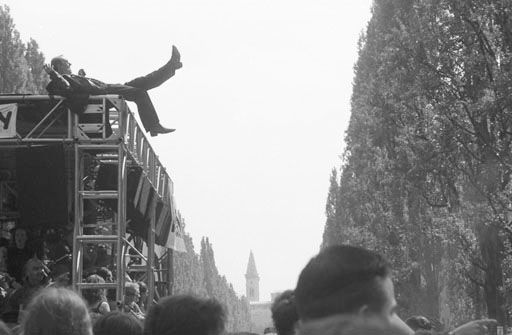
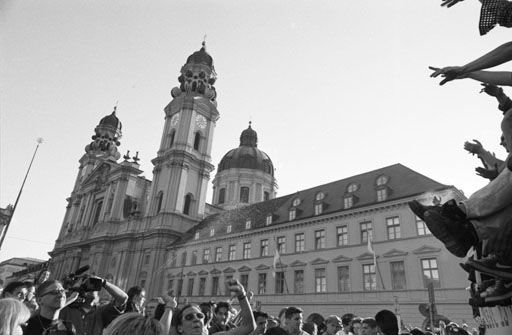
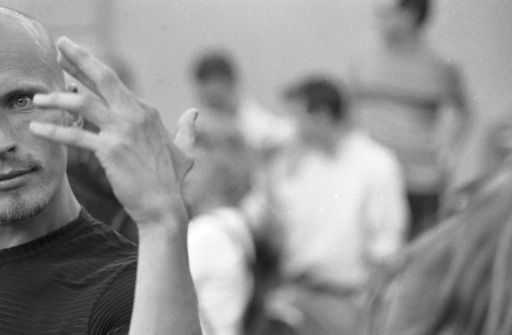
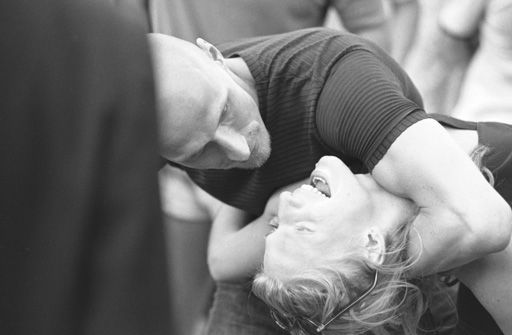
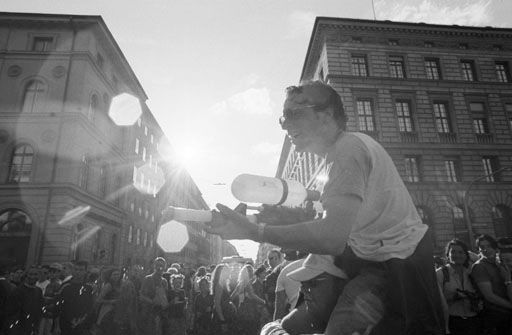
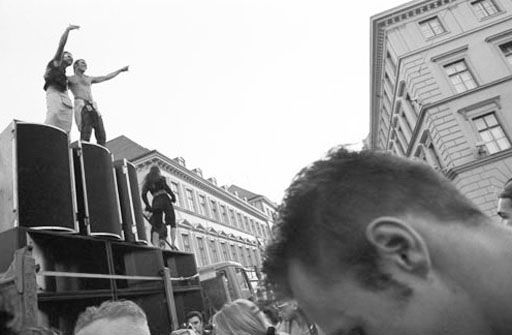

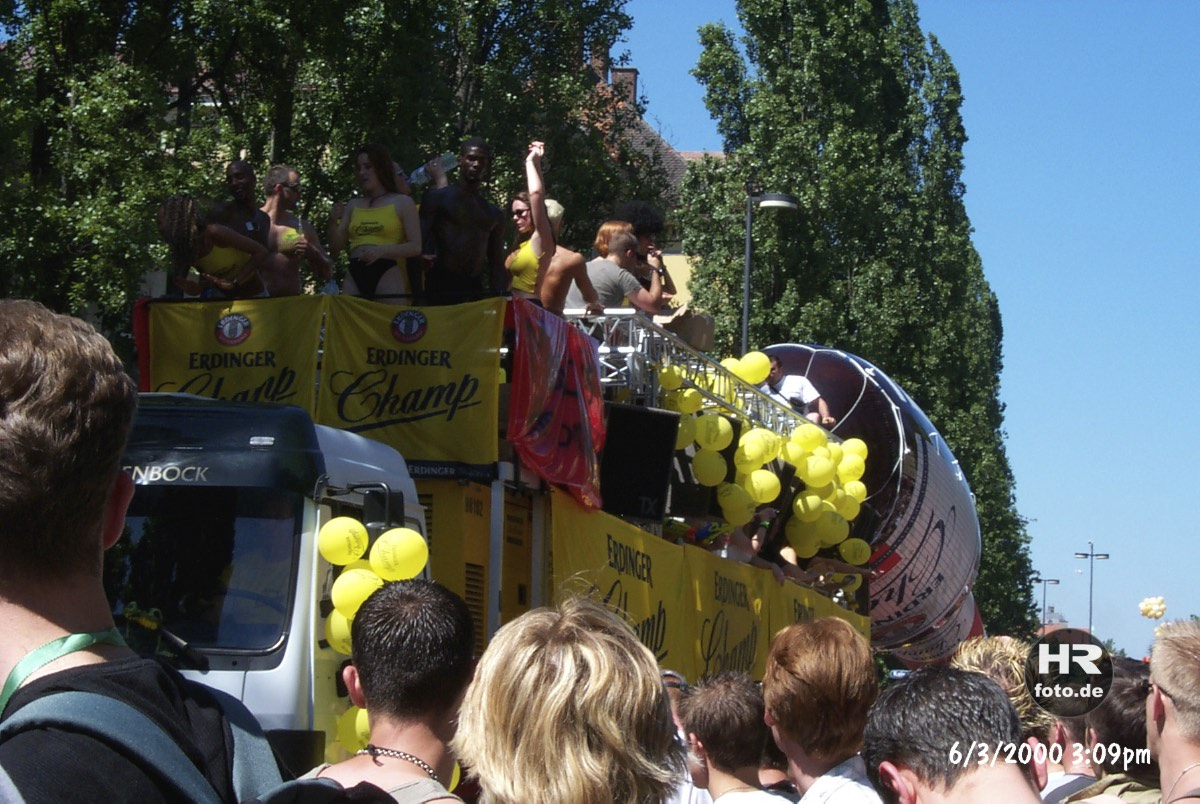
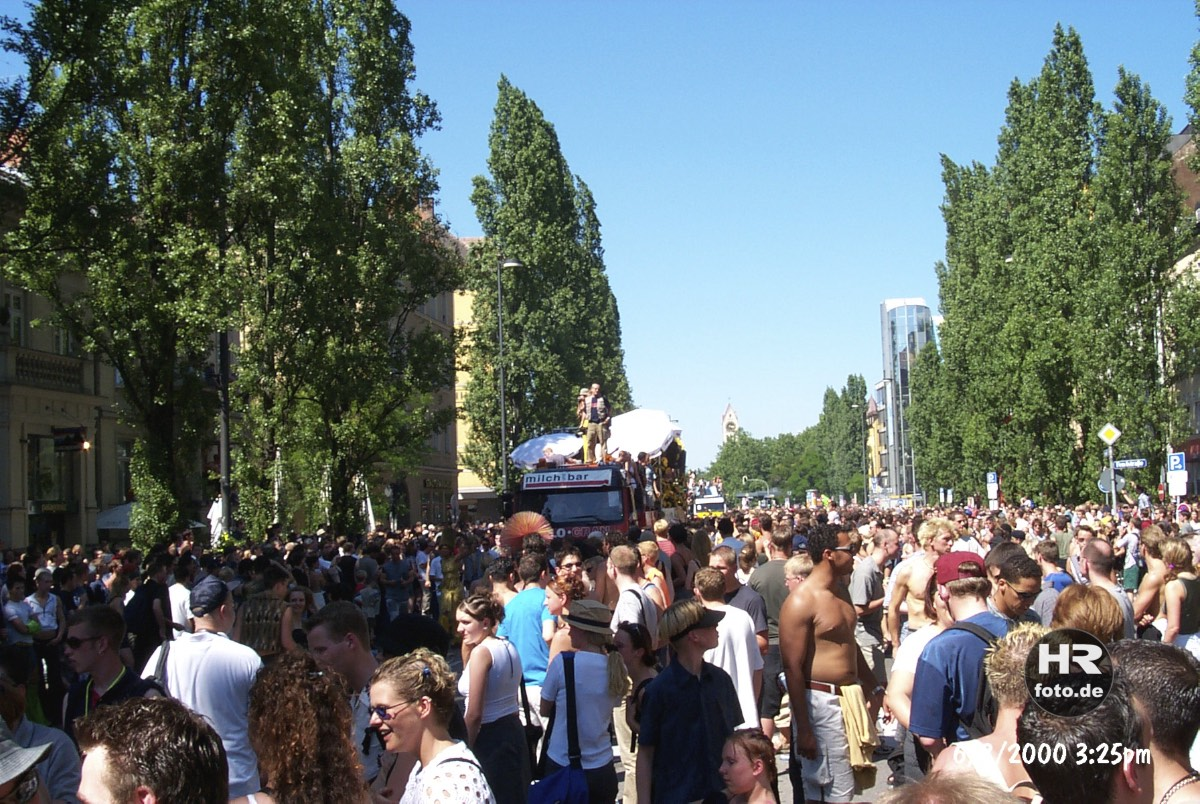
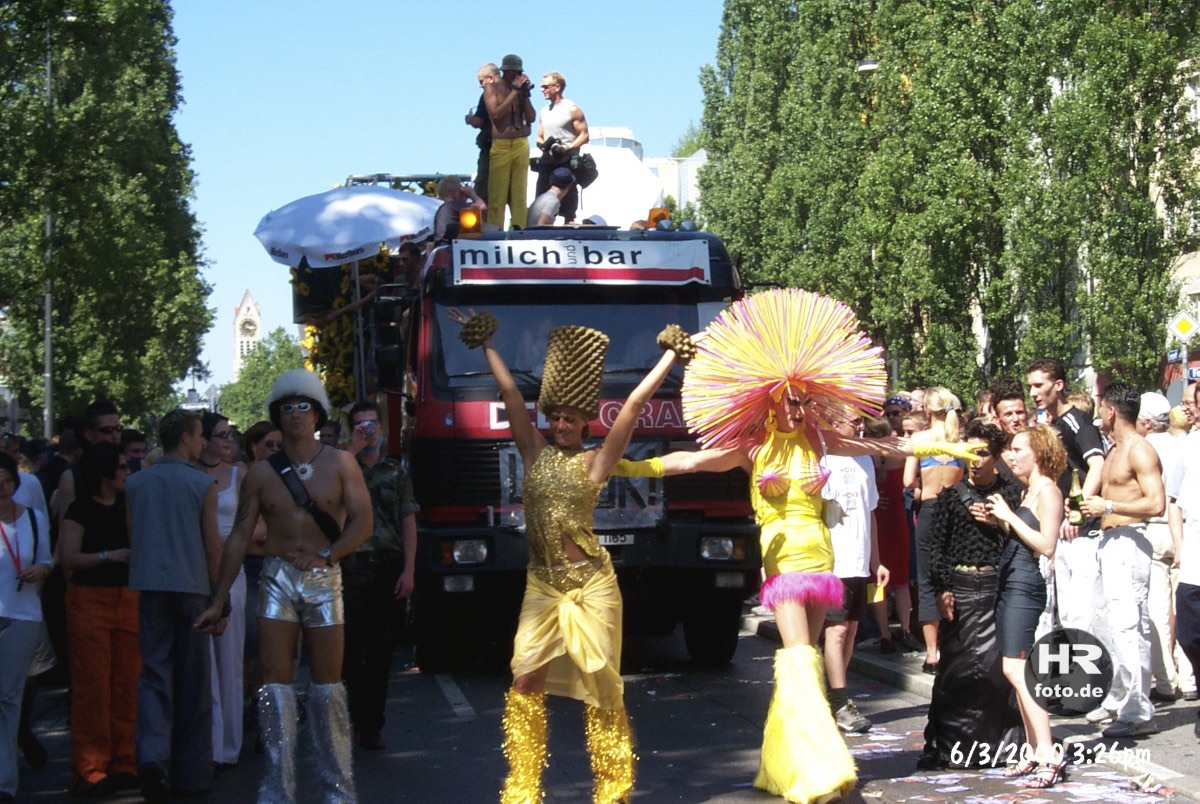
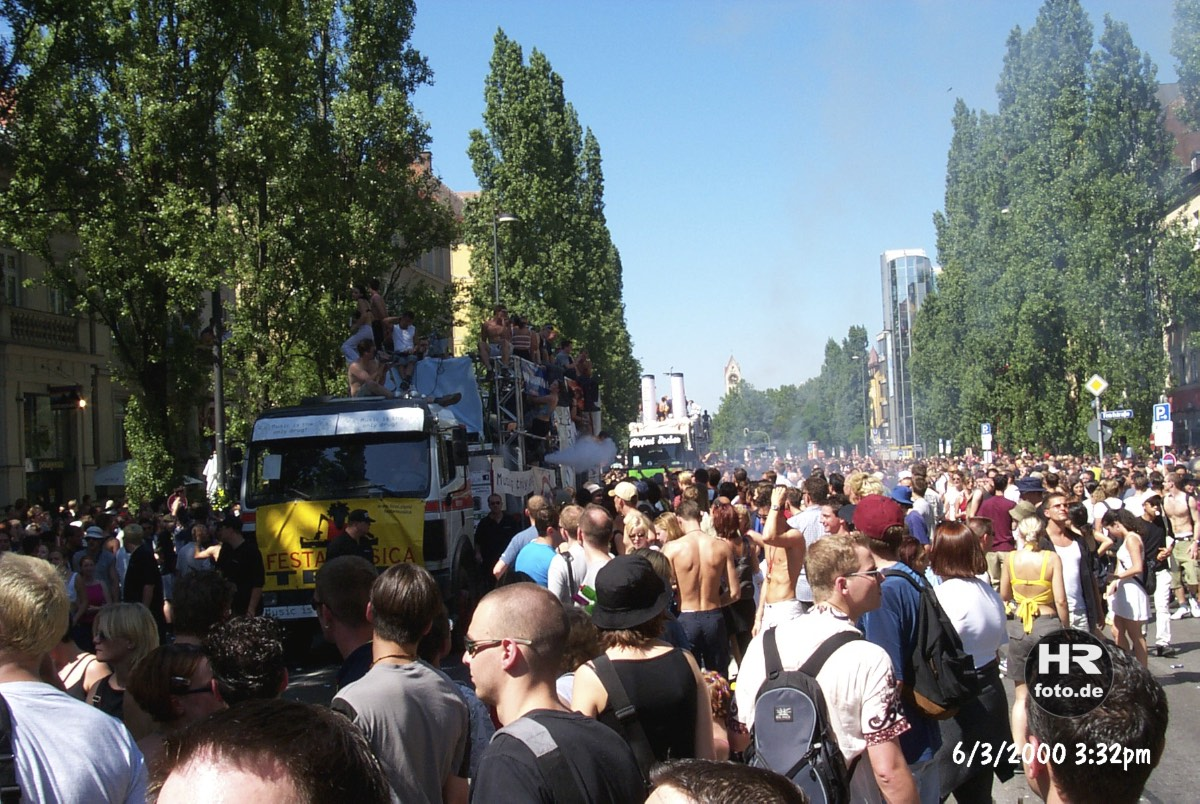
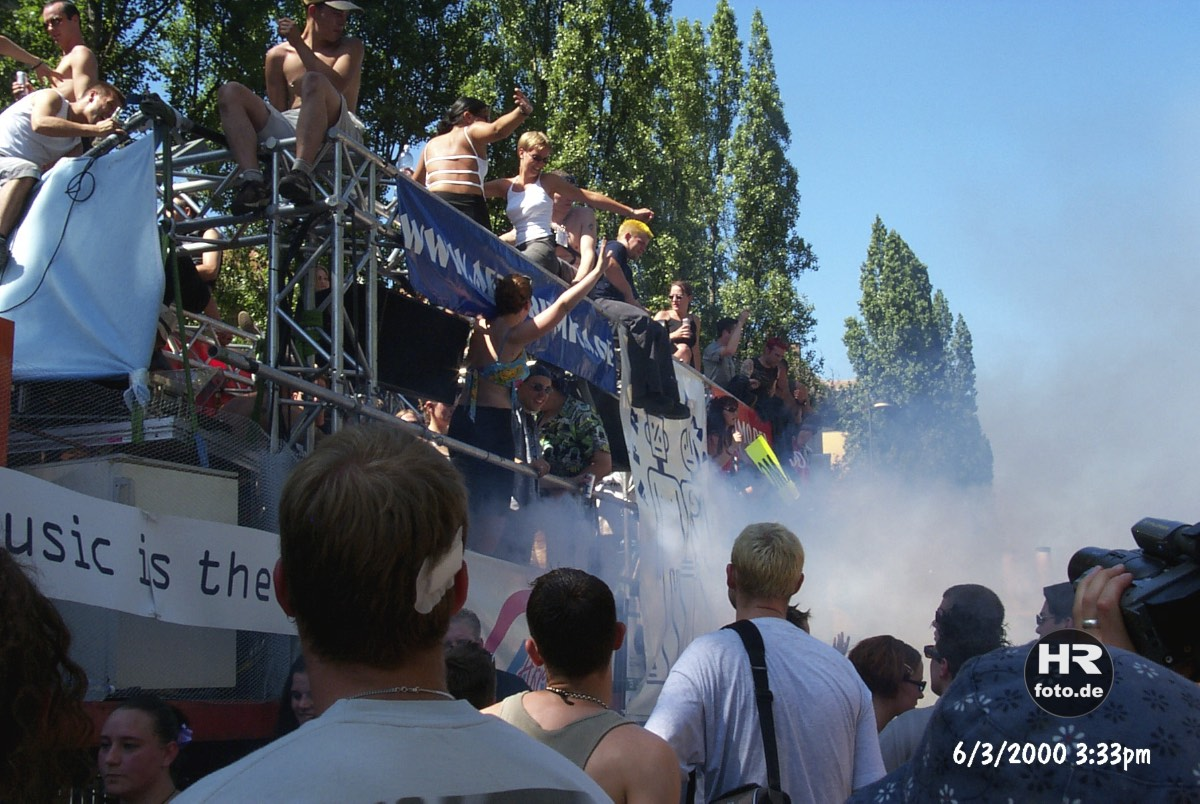
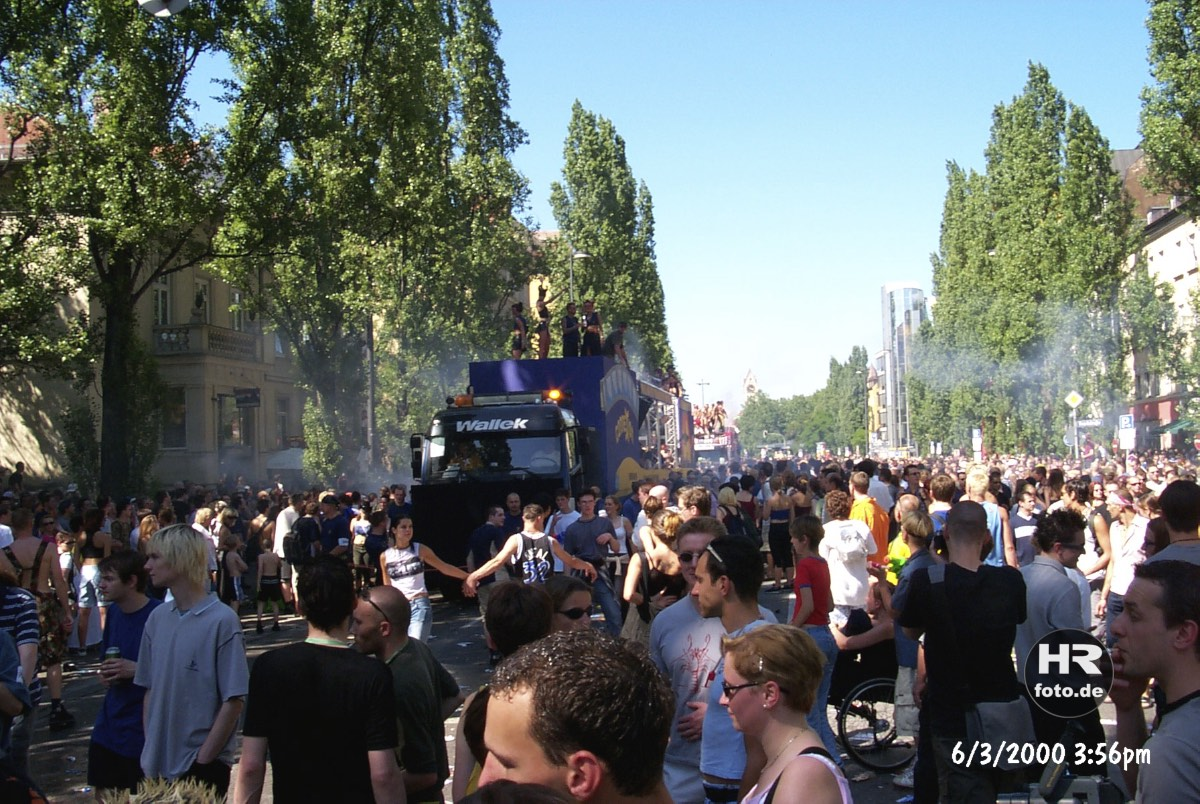
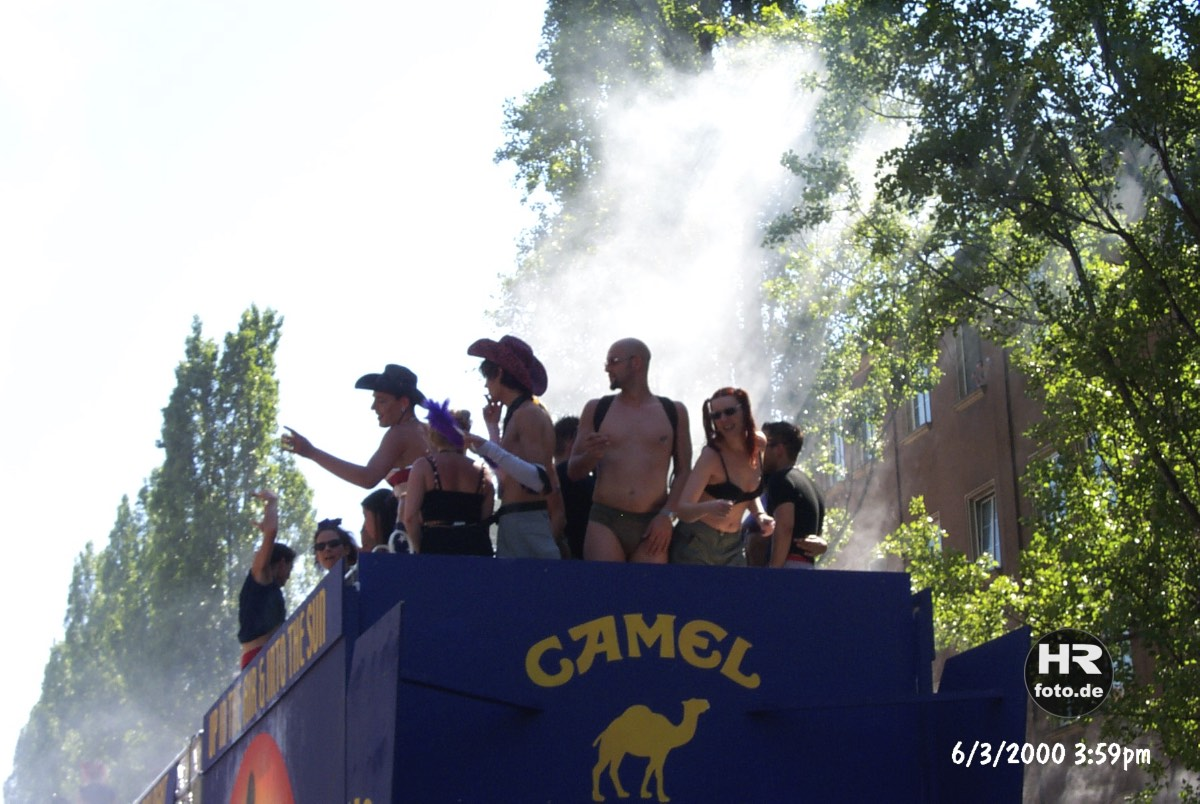
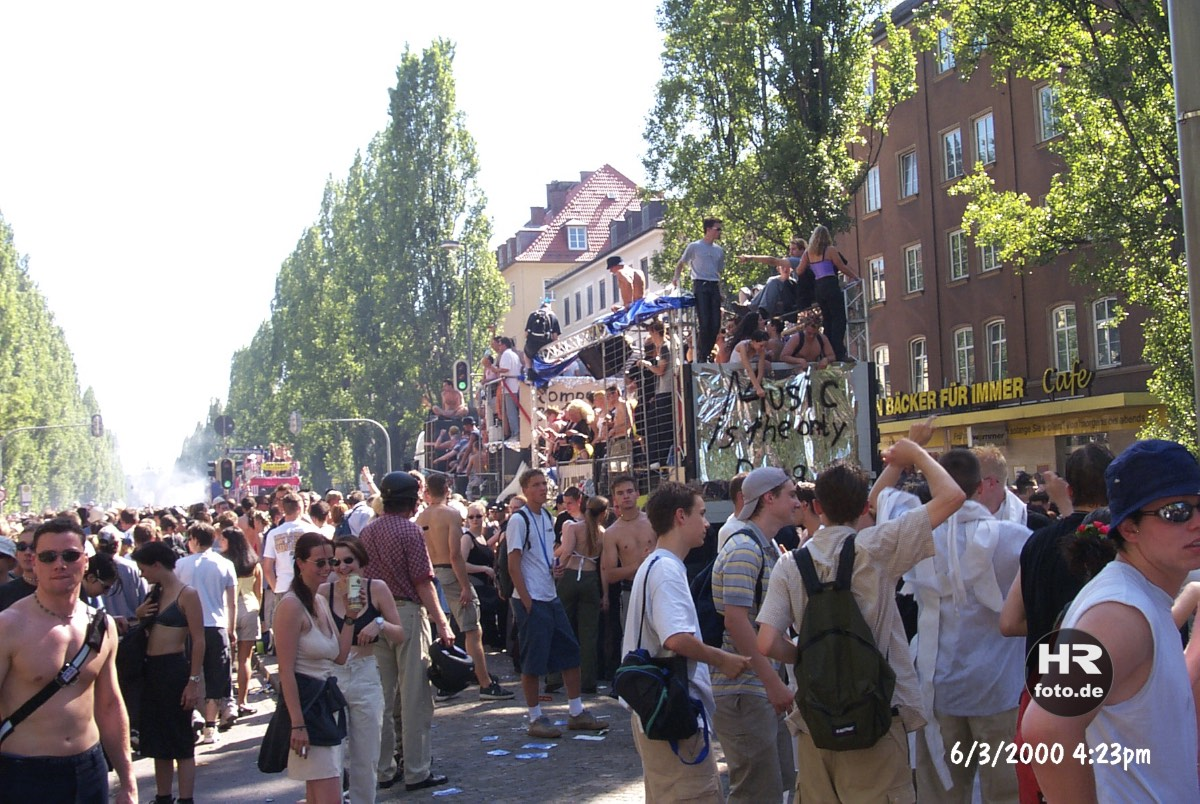
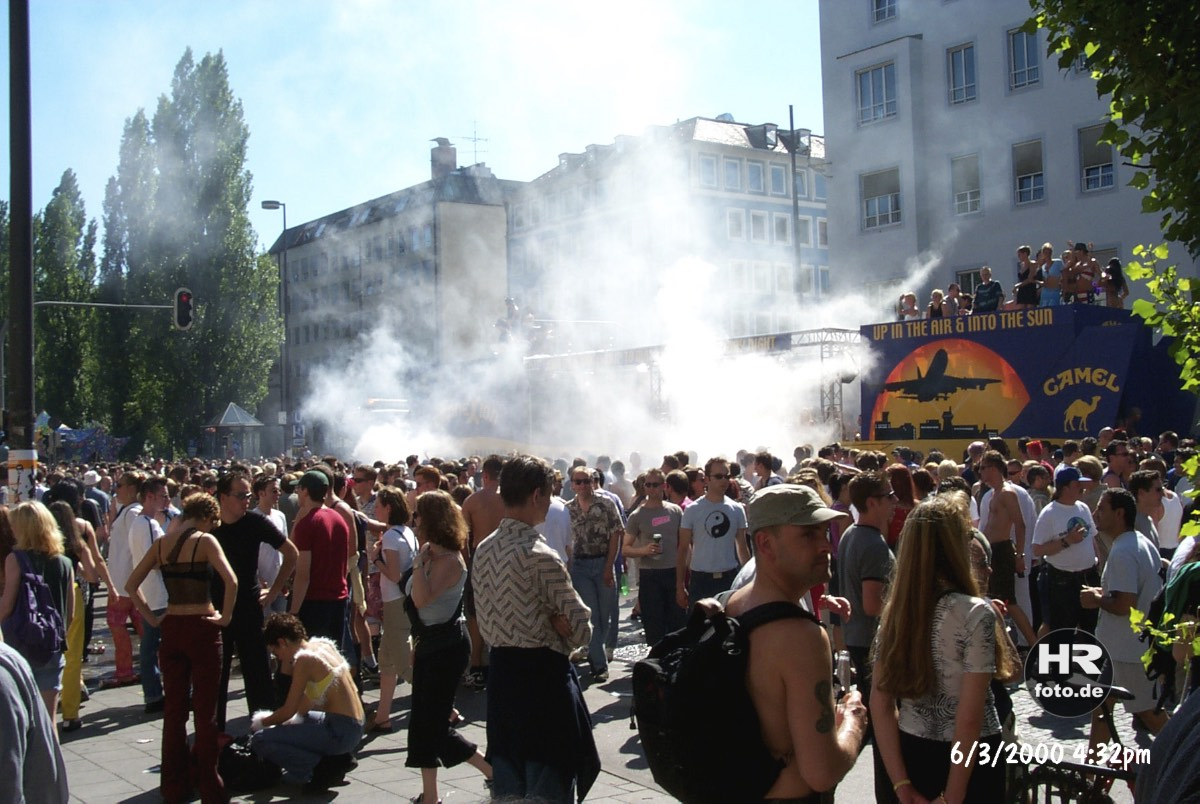
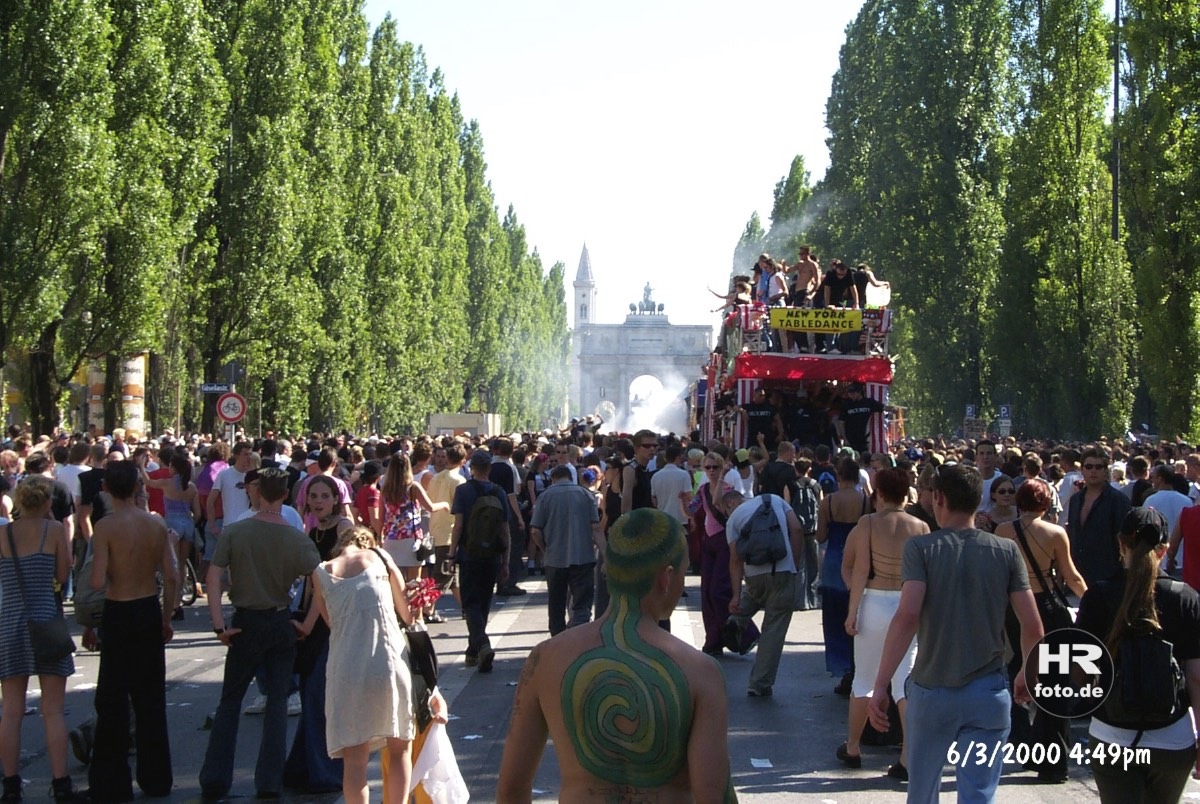

1998
2000

## CD/Vinyl Alben & Singles
- 1995 – Various – Munich Union Move – The Parade & 2nd Munich Nightmove (Virgin, 2 × CD, Compilation, 7243 8 40585 2)[9]

- 1996 – Various – Union Move – The Compilation (Virgin, 2 × CD, Compilation, 7243 8 41 823 28)[10]

- 1996 – Tom Wax @ Jan Jacarta – Music Is The Only Drug (The Union Move Hymn) (Virgin, CD, Maxi, 7243 8 93567 2 4)[11]

- 1996 – Tom Wax @ Jan Jacarta – Music Is The Only Drug (Virgin, Vinyl, 12",  7243 8 9356 7 6)[12]

- 1996 – Tom Wax @ Jan Jacarta – Music Is The Only Drug (Virgin Club, Vinyl, 12", Promo,  VGP 000077)[13]